# StrongARM

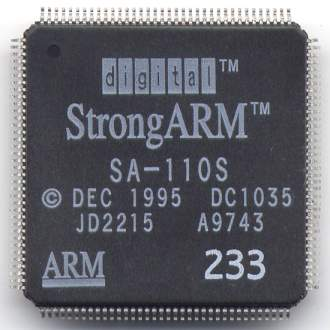
DEC StrongARM SA-110

StrongARM — семейство микропроцессоров, которые реализовывали набор инструкций ARM V4. Оно было разработано корпорацией Digital Equipment Corporation (DEC) и позже продано Intel, которая продолжила выпуск до тех пор, пока не заменила их на XScale.

## История
StrongARM был совместным проектом DEC и Advanced RISC Machines, целью которого было создание более быстрого процессора ARM. StrongARM предназначался для верхнего сегмента рынка встроенных и мобильных процессоров, обеспечивая относительно высокую производительность при малом потреблении энергии для КПК и цифровых телересиверов. Проект был начат в 1995 году и довольно быстро был выпущен первый образец, SA-100.
Традиционно разработка микропроцессоров DEC осуществлялась в Массачусетсе (США), однако для использования ресурсов Кремниевой долины был открыт новый центр разработок под руководством Дэна Добберпула (англ. Dan Dobberpuhl). Центр был расположен в Пало-Альто (Калифорния, США) и в нём были разработаны основы архитектуры StrongARM. Другой центр, также принимавший участие в разработке, был открыт в Остине (штат Техас, США) где были собраны разработчики DEC, вернувшиеся из Apple и Motorola.
DEC согласилась продать StrongARM компании Intel, в виде одной из мер урегулирования судебного иска в 1997 году. Intel использовала StrongARM для замены своих старых линеек RISC-процессоров, i860 и i960.
Новое ядро StrongARM, SA-2, было разработано в Intel. Оно было представлено в 2000 году под названием XScale.

## Модели
- SA-110
- SA-1100
- SA-1110
- SA-1500

## SA-110
SA-110 был первым микропроцессором в семействе StrongARM. Первые версии, с тактовой частотой 100, 160 и 200 МГц были анонсированы 5 февраля 1996 года. Одновременно с анонсом стали доступны предсерийные образцы, массовый выпуск был начат в середине 1996 года. Более быстрые версии с частотами в 166 и 233 МГц были анонсированы 12 сентября 1996 года. Предсерийные образцы были доступны с момента анонса, валовый выпуск начат в декабре того же года. В 1996 году SA-110 был самым производительным процессором для мобильных устройств. 